# نیکولا آکوسلا
نیکولا آکوسلا (ایتالیایی: Nicola Acocella؛ زادهٔ ۳ ژوئیهٔ ۱۹۳۹) اقتصاددان اهل ایتالیا است.
او به دلیل مشارکت جامع خود در توسعه سیاست‌های اقتصادی، شهرت یافت.
 او همچنین نوآوری‌های قابل توجهی را در زمینه نظریه سیاست اقتصادی و سیاست‌های پولی و مالی مطرح کرد.